# Cub xato
En geometria, el cub xato és un dels tretze políedres arquimedians. Té 38 cares, 6 de les quals són quadrades i 32 triangulars, 60 arestes i a cadascun dels seus 24 vèrtex i concorren una cara quadrada i quatre cares triangulars. És un sòlid quiral que es presenta en dues formes enantiomorfes.

## Àrea i volum
Les fórmules per calcular l'àrea A i el volum V d'un cub xato tal que les seves arestes tenen longitud a són les següents:
{\displaystyle {\begin{aligned}&A=\left(6+8{\sqrt {3}}\right)a^{2}\\&V=\left({\frac {3}{8}}{\sqrt {3R^{2}-1}}+{\sqrt {4R^{2}-2}}\right)a^{3}\\\end{aligned}}}
On R és el radi de l'esfera circumscrita.

## Esfera circumscrita
El radi R de l'esfera circumscrita és:
{\displaystyle R=a{\sqrt {\frac {3-t}{4\left(2-t\right)}}}}

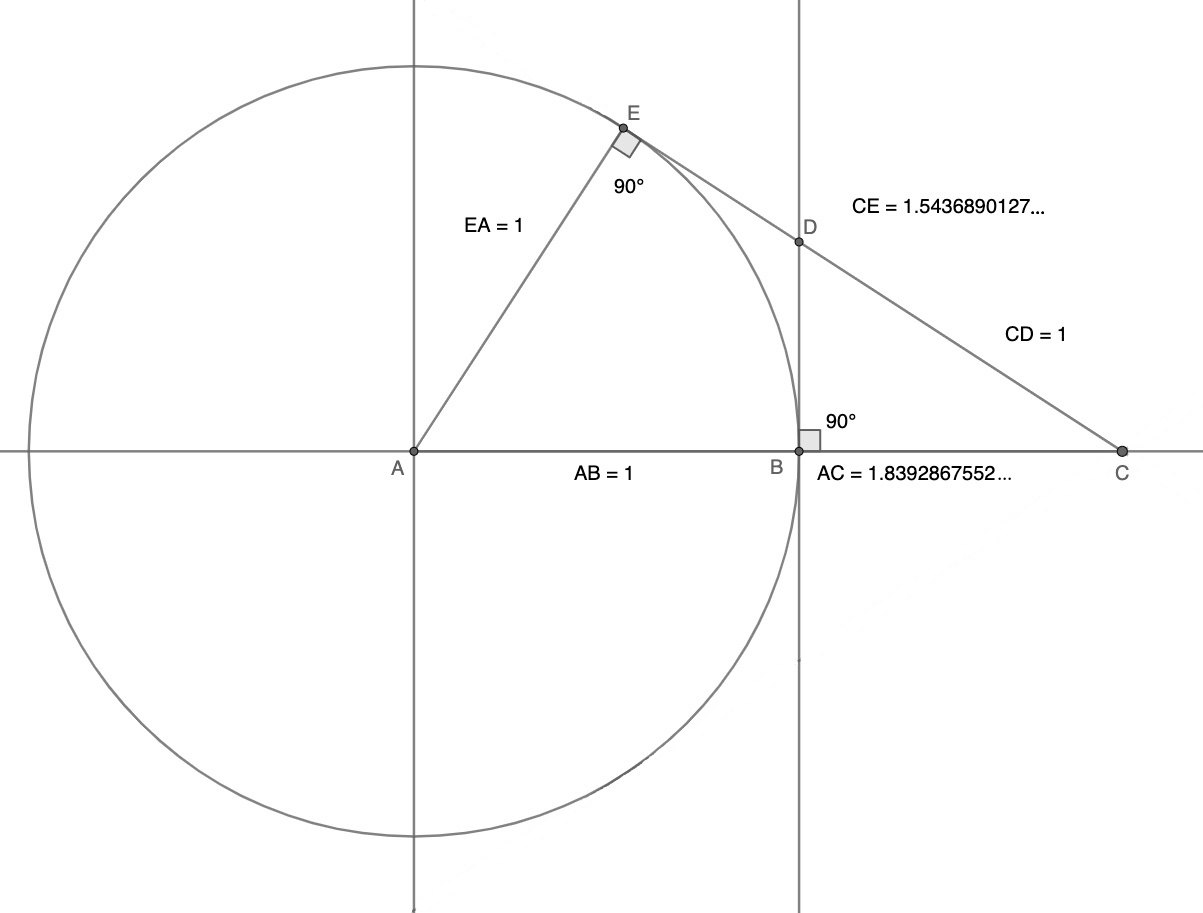
Una construcció geomètrica de la constant de Tribonacci (AC), amb un compàs i una regla marcada, segons el mètode descrit per Xerardo Neira.

On a és la longitud de les arestes i t és la constant tribonacci (el limit al que tendeix la raó entre dos nombres consecutius de l'extensió de la successió de Fiboncci basada en començar per tres nombres: 0,0 i 1 i obtenir cada nombre com a suma dels tres anteriors), és a dir la solució real de l'equació:
{\displaystyle t^{3}-t^{2}-t-1=0\,}
Que aplicant la fórmula de l'equació de tercer grau dona:
{\displaystyle t={\frac {1}{3}}\left(1+{\sqrt[{3}]{19-3{\sqrt {33}}}}+{\sqrt[{3}]{19+3{\sqrt {33}}}}\right)}

## Dualitat
El políedre dual del cub xato és l'icositetràedre pentagonal.

Desenvolupament pla del cub xato

## Simetries
El grup de simetria del cub xato és; el grup octàedric {\displaystyle O\cong S_{4}}. de les simetries que preserven les orientacions del cub, l'octàedre, i de l'octàedre.

## Políedres relacionats
El cub xato es pot obtenir a partir del cub a base de separar les 6 cares quadrades i girar-les lleugerament fins que l'espai entre elles es pugui omplir per corones de triangles equilàters.

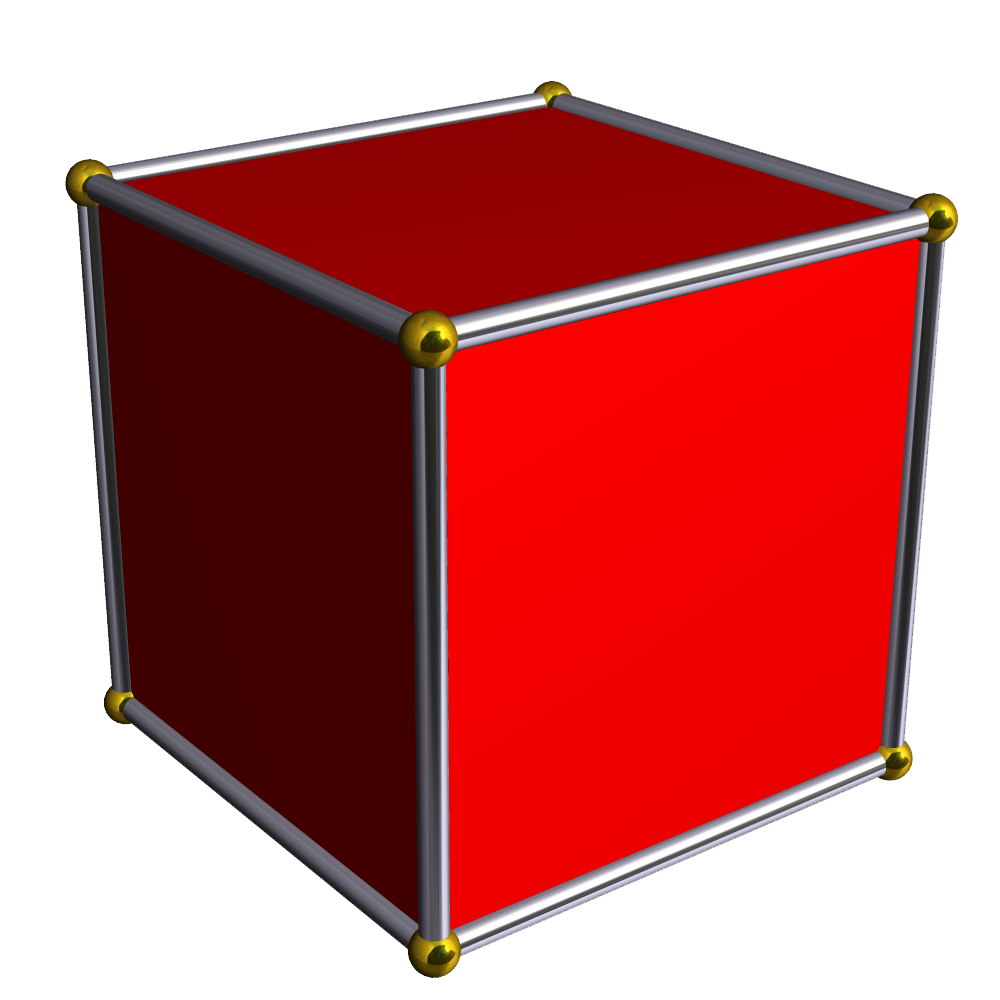
Cub
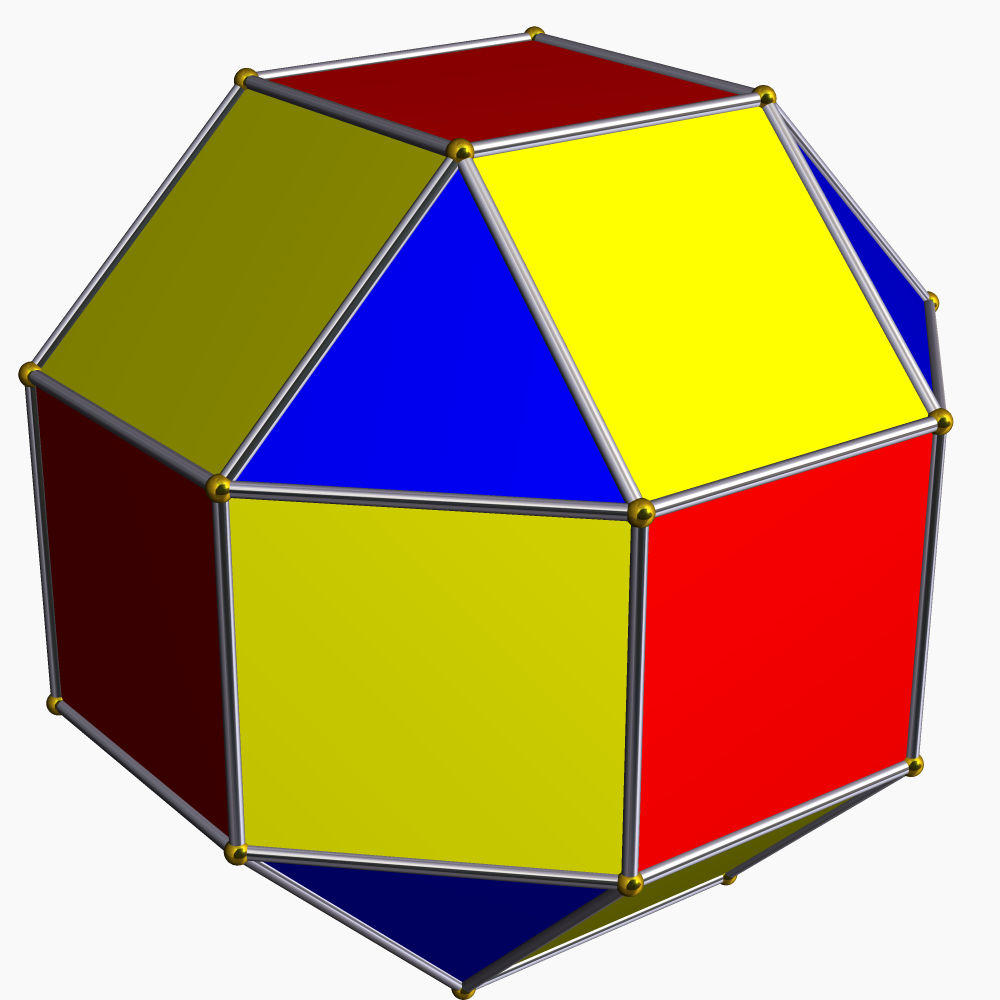
Cuboctàedre
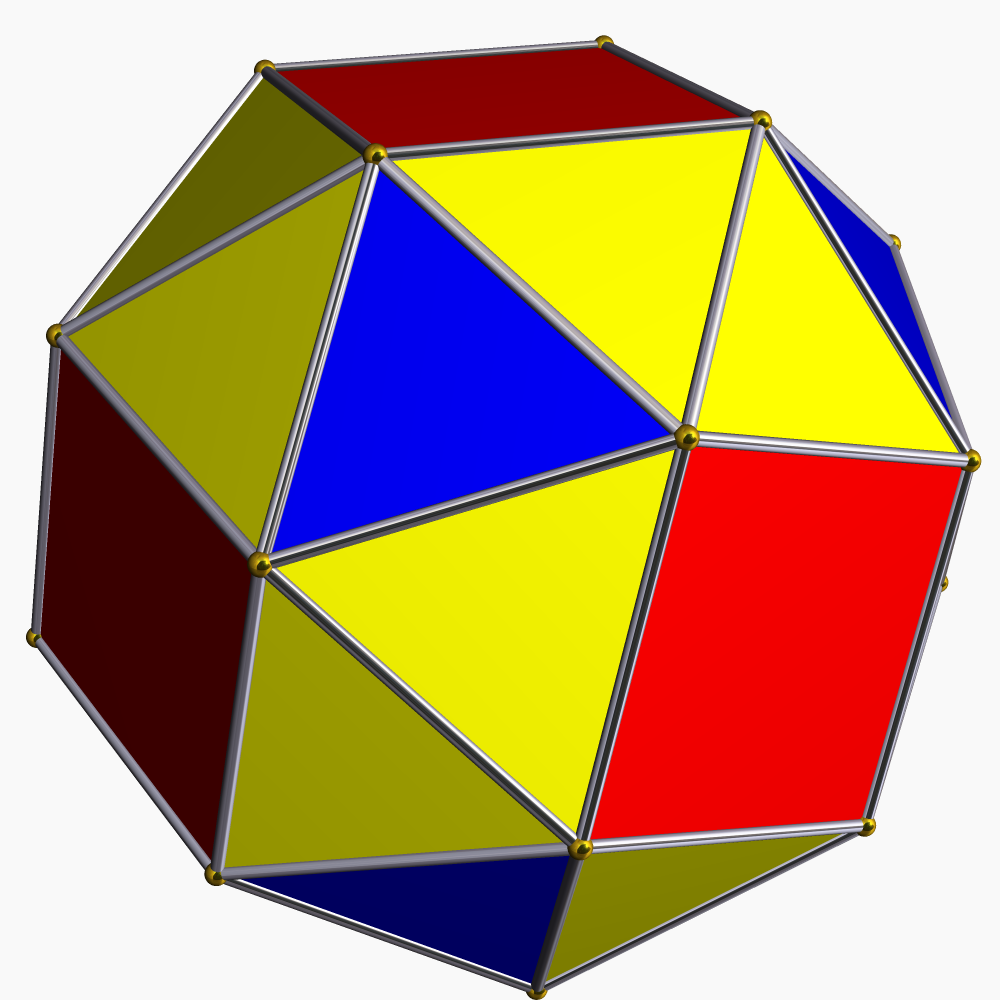
Cub xato